# Campeonato Europeu de Patinação Artística no Gelo de 1981
O Campeonato Europeu de Patinação Artística no Gelo de 1981 foi a septuagésima terceira edição do Campeonato Europeu de Patinação Artística no Gelo, um evento anual de patinação artística no gelo organizado pela União Internacional de Patinação (em inglês:  International Skating Union) onde os patinadores artísticos competem pelo título de campeão europeu. A competição foi disputada entre os dias 3 de fevereiro e 8 de fevereiro, na cidade de Innsbruck, Áustria.

## Eventos
- Individual masculino
- Individual feminino
- Duplas
- Dança no gelo

## Medalhistas
| Evento                        | Ouro                                              | Prata                                                     | Bronze                                                  |
| Individual masculino detalhes | Igor Bobrin · União Soviética                     | Jean-Christophe Simond · França                           | Norbert Schramm · Alemanha Ocidental                    |
| Individual feminino detalhes  | Denise Biellmann · Suíça                          | Sanda Dubravčić · Iugoslávia                              | Claudia Kristofics-Binder · Áustria                     |
| Duplas detalhes               | Irina Vorobieva · Igor Lisovski · União Soviética | Christina Riegel · Andreas Nischwitz · Alemanha Ocidental | Marina Cherkasova · Sergei Shakhrai · União Soviética   |
| Dança no gelo detalhes        | Jayne Torvill · Christopher Dean · Reino Unido    | Irina Moiseeva · Andrei Minenkov · União Soviética        | Natalia Linichuk · Gennadi Karponosov · União Soviética |

## Resultados

### Individual masculino
| Pos.              | Nome                   | Nacionalidade      | Pontos |
| ----------------- | ---------------------- | ------------------ | ------ |
| Medalha de ouro   | Igor Bobrin            | União Soviética    | 3.8    |
| Medalha de prata  | Jean-Christophe Simond | França             | 6.0    |
| Medalha de bronze | Norbert Schramm        | Alemanha Ocidental | 6.6    |
| 4                 | Hermann Schulz         | Alemanha Oriental  | 6.6    |
| 5                 | Jozef Sabovčík         | Tchecoslováquia    | 10.6   |
| 6                 | Vladimir Kotin         | União Soviética    | 11.8   |
| 7                 | Grzegorz Filipowski    | Polônia            | 15.2   |
| 8                 | Falko Kirsten          | Alemanha Oriental  | 16.0   |
| 9                 | Alexander Fadeev       | União Soviética    | 17.2   |
| 10                | Patrice Macrez         | França             | 19.6   |
| 11                | Christopher Howarth    | Reino Unido        | 24.2   |
| 12                | Thomas Öberg           | Suécia             | 24.4   |
| 13                | Lars Åkesson           | Suécia             | 26.6   |
| 14                | Mark Pepperday         | Reino Unido        | 27.8   |
| 15                | Bruno Watschinger      | Áustria            | 28.2   |
| 16                | Richard Furrer         | Suíça              | 30.2   |
| 17                | Ivan Králik            | Tchecoslováquia    | 34.4   |
| 18                | Bruno del Maestro      | Itália             | 35.4   |
| 19                | Miljan Begovic         | Iugoslávia         | 35.4   |
| 20                | Boiko Alexiev          | Bulgária           | 40.0   |
| 21                | Jose Antonio Rodrigo   | Espanha            | 42.0   |

### Individual feminino
| Pos.              | Nome                      | Nacionalidade      | Pontos |
| ----------------- | ------------------------- | ------------------ | ------ |
| Medalha de ouro   | Denise Biellmann          | Suíça              | 3.8    |
| Medalha de prata  | Sanda Dubravčić           | Iugoslávia         | 5.8    |
| Medalha de bronze | Claudia Kristofics-Binder | Áustria            | 7.4    |
| 4                 | Kristiina Wegelius        | Finlândia          | 8.4    |
| 5                 | Katarina Witt             | Alemanha Oriental  | 10.2   |
| 6                 | Deborah Cottrill          | Reino Unido        | 10.4   |
| 7                 | Kira Ivanova              | União Soviética    | 11.6   |
| 8                 | Karin Riediger            | Alemanha Ocidental | 14.4   |
| 9                 | Carola Paul               | Alemanha Oriental  | 19.0   |
| 10                | Manuela Ruben             | Alemanha Ocidental | 20.8   |
| 11                | Karen Wood                | Reino Unido        | 23.4   |
| 12                | Anita Siegfried           | Suíça              | 24.8   |
| 13                | Karin Telser              | Itália             | 26.6   |
| 14                | Pairi Nieminen            | Finlândia          | 28.8   |
| 15                | Rudina Pasveer            | Países Baixos      | 30.0   |
| 16                | Catarina Lindgren         | Suécia             | 33.0   |
| 17                | Franca Bianconi           | Itália             | 34.6   |
| 18                | Editha Dotson             | Bélgica            | 36.2   |
| 19                | Petra Malivuk             | Iugoslávia         | 39.0   |
| 20                | Beata Nachrzter           | Polônia            | 39.4   |
| 21                | Nevenka Lisak             | Iugoslávia         | 40.2   |
| 22                | Tsvetanka Stefanova       | Bulgária           | 45.4   |
| 23                | Rosario Esteban           | Espanha            | 46.6   |
| WD                | Béatrice Farinacci        | França             | —      |

### Duplas
| Pos.              | Nome                                 | Nacionalidade      | Pontos |
| ----------------- | ------------------------------------ | ------------------ | ------ |
| Medalha de ouro   | Irina Vorobieva / Igor Lisovski      | União Soviética    | 1.4    |
| Medalha de prata  | Christina Riegel / Andreas Nischwitz | Alemanha Ocidental | 3.2    |
| Medalha de bronze | Marina Cherkasova / Sergei Shakhrai  | União Soviética    | 3.8    |
| 4                 | Birgit Lorenz / Knut Schubert        | Alemanha Oriental  | 6.0    |
| 5                 | Veronika Pershina / Marat Akbarov    | União Soviética    | 6.6    |
| 6                 | Susan Garland / Robert Daw           | Reino Unido        | 8.4    |

### Dança no gelo
| Pos.              | Nome                                  | Nacionalidade      | Pontos |
| ----------------- | ------------------------------------- | ------------------ | ------ |
| Medalha de ouro   | Jayne Torvill / Christopher Dean      | Reino Unido        | 2      |
| Medalha de prata  | Irina Moiseeva / Andrei Minenkov      | União Soviética    | 4      |
| Medalha de bronze | Natalia Linichuk / Gennadi Karponosov | União Soviética    | 6      |
| 4                 | Natalia Bestemianova / Andrei Bukin   | União Soviética    | 8      |
| 5                 | Karen Barber / Nicholas Slater        | Reino Unido        | 10     |
| 6                 | Nathalie Herve / Pierre Bechu         | França             | 12     |
| 7                 | Jana Beránkowá / Jan Barták           | Tchecoslováquia    | 14     |
| 8                 | Birgit Goller / Peter Klisch          | Alemanha Ocidental | 16     |
| 9                 | Wendy Sessions / Stephen Williams     | Reino Unido        | 18     |
| 10                | Judit Péterfy / Csaba Bálint          | Hungria            | 20     |
| 11                | Elisabetta Parisi / Roberto Pelizzola | Itália             | 22     |
| 12                | Gabriella Remport / Sándor Nagy       | Hungria            | 24     |
| 13                | Jindra Holá / Karol Foltán            | Tchecoslováquia    | 26     |
| 14                | Maria Kniffer / Manfed Hübler         | Áustria            | 28     |
| 15                | Regula Lattmann / Hanspeter Müller    | Suíça              | 30     |
| 16                | Petra Born / Rainer Schönborn         | Alemanha Ocidental | 32     |
| 17                | Marianne von Bommel / Wayne Deweyert  | Países Baixos      | 34     |
| 18                | Iwona Bielas / Jacek Jasiaczek        | Polônia            | 36     |
| 19                | Ulla Örnmarker / Thomas Svedberg      | Suécia             | 38     |

## Quadro de medalhas
| Ordem | País               | Medalha de ouro | Medalha de prata | Medalha de bronze |    | Ordem por total |
| ----- | ------------------ | --------------- | ---------------- | ----------------- | -- | --------------- |
| 1     | União Soviética    | 2               | 1                | 2                 | 5  | 1               |
| 2     | Reino Unido        | 1               |                  |                   | 1  | 3               |
| 2     | Suíça              | 1               |                  |                   | 1  | 3               |
| 4     | Alemanha Ocidental |                 | 1                | 1                 | 2  | 2               |
| 5     | França             |                 | 1                |                   | 1  | 3               |
| 5     | Iugoslávia         |                 | 1                |                   | 1  | 3               |
| 7     | Áustria            |                 |                  | 1                 | 1  | 3               |
| TOTAL | TOTAL              | 4               | 4                | 4                 | 12 | —               |